# Grundtvigsk Forum
Grundtvigsk Forum, tidigare Kirkeligt Samfund, är en religiös rörelse inom den Danska folkkyrkan som grundades i Köpenhamn år 1898. Grundtvigsk Forums sekretariat finns på Vartov i centrala Köpenhamn.